# Nicolae Mărășescu
Nicolae Mărășescu (n. 12 noiembrie 1937, București – d. 7 august 2016, București) a fost un politician român, membru al Parlamentului României, și antrenor de atletism.

## Biografie
Nicolae Mărășescu a fost validat ca senator pe data de 19 decembrie 2007, când l-a înlocuit pe senatorul Dan Voiculescu pe listele PSD. În cadrul activității sale parlamentare, Nicolae Mărășescu a fost membru în grupurile parlamentare de prietenie cu Republica Serbia, Republica Arabă Siriană, Republica Austria și Albania. Nicolae Mărășescu a fost membru în comisia pentru privatizare și administrarea activelor statului (din feb. 2008) și în comisia pentru muncă, familie și protecție socială (din feb. 2008).
Legitimat la Steaua București a câștigat un titlu național la atletism în 1965 în proba de 4x100 de metri. Apoi a fost antrenor și a pregătit sportivi precum Natalia Andrei, Fița Lovin, Doina Melinte, Cristieana Cojocaru, Sorin Matei și Petru Drăgoescu. A îndeplinit pentru o lungă perioadă de timp și funcția de secretar general al Federației Române de Atletism. Stadionul „Nicolae Mărășescu” din Craiova este numit în cinstea lui.
În 2004 a fost decorat cu Ordinul Meritul Sportiv clasa I.